# Gare de Marseillan-Plage
La gare de Marseillan-Plage est une gare ferroviaire française, de la ligne de Bordeaux-Saint-Jean à Sète-Ville, située au village des Onglous, à proximité de la station touristique de Marseillan-Plage, sur le territoire de la commune de Marseillan, dans le département de l'Hérault, en région Occitanie.
Dénommée Onglous, elle est mise en service en 1857 par la Compagnie des chemins de fer du Midi et du Canal latéral à la Garonne. C'est une halte ferroviaire de la Société nationale des chemins de fer français (SNCF), desservie par des trains TER Occitanie.

## Situation ferroviaire
Établie à 3 mètres d'altitude, la gare de Marseillan-Plage est située au point kilométrique (PK) 458,278 de la ligne de Bordeaux-Saint-Jean à Sète-Ville, entre les gares de Agde et de Sète.

## Histoire
La Compagnie des chemins de fer du Midi et du Canal latéral à la Garonne, concessionnaire de la ligne de Bordeaux à Sète, met en service la station des Onglous avec la section de Béziers à Sète le 19 janvier 1857, elle inaugure la ligne ouverte dans son intégralité le 22 avril 1857.
En 1858, Les Onglous est la 74e station depuis Bordeaux, qui est à 459 km, avec « la maison du garde-pilote du Canal du Midi » elles sont les uniques constructions du lieu.

## Fréquentation
De 2015 à 2023, selon les estimations de la SNCF, la fréquentation annuelle de la gare s'élève aux nombres indiqués dans le tableau ci-dessous.
| Année           | 2015  | 2016  | 2017  | 2018  | 2019   | 2020  | 2021   | 2022   | 2023   |
| --------------- | ----- | ----- | ----- | ----- | ------ | ----- | ------ | ------ | ------ |
| Voyageurs seuls | 7 208 | 6 885 | 8 290 | 9 131 | 10 913 | 8 269 | 11 713 | 15 658 | 14 368 |

## Service des voyageurs

### Accueil

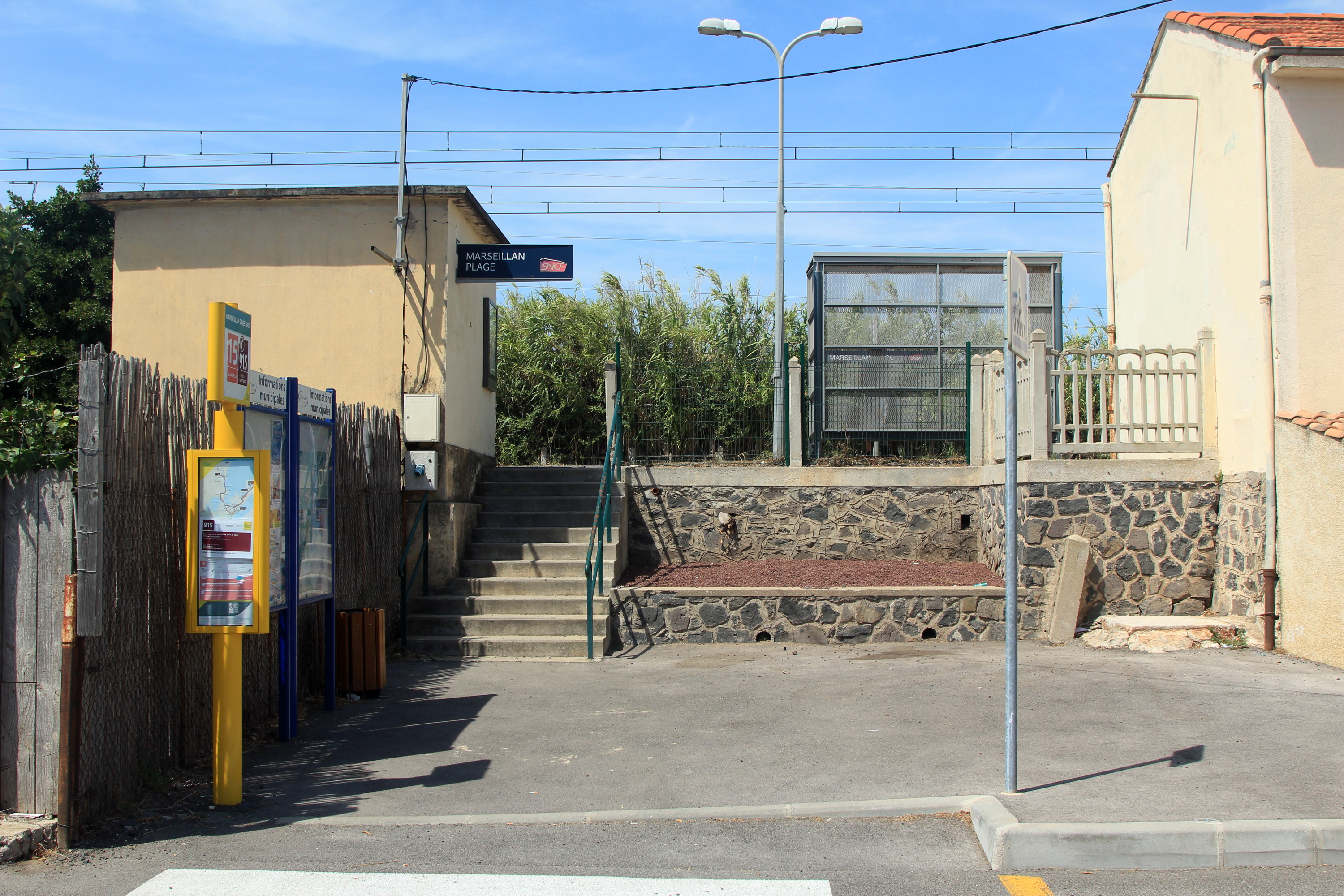
Accès au quai vers Béziers.

Halte SNCF, c'est un point d'arrêt non géré (PANG) à entrée libre.

### Desserte
Marseillan-Plage est desservie par des trains TER Occitanie qui effectuent des missions entre les gares de Narbonne et Nîmes ou Tarascon ou Avignon-Centre.

### Intermodalité
2 place de parking pour les véhicules est aménagé. 
6 box à vélo sont présents. 
Elle est desservie l'été par la ligne 9 et l'hiver 915 (ligne à la demande) de Sète Agglopôle Mobilité reliant Marseillan-Ville - le port à Marseillan-plage - Méditerranée ou Sète - Passage le Dauphin. 
L'arrêt de bus est accessible aux PMR. 